# Philippe Collard

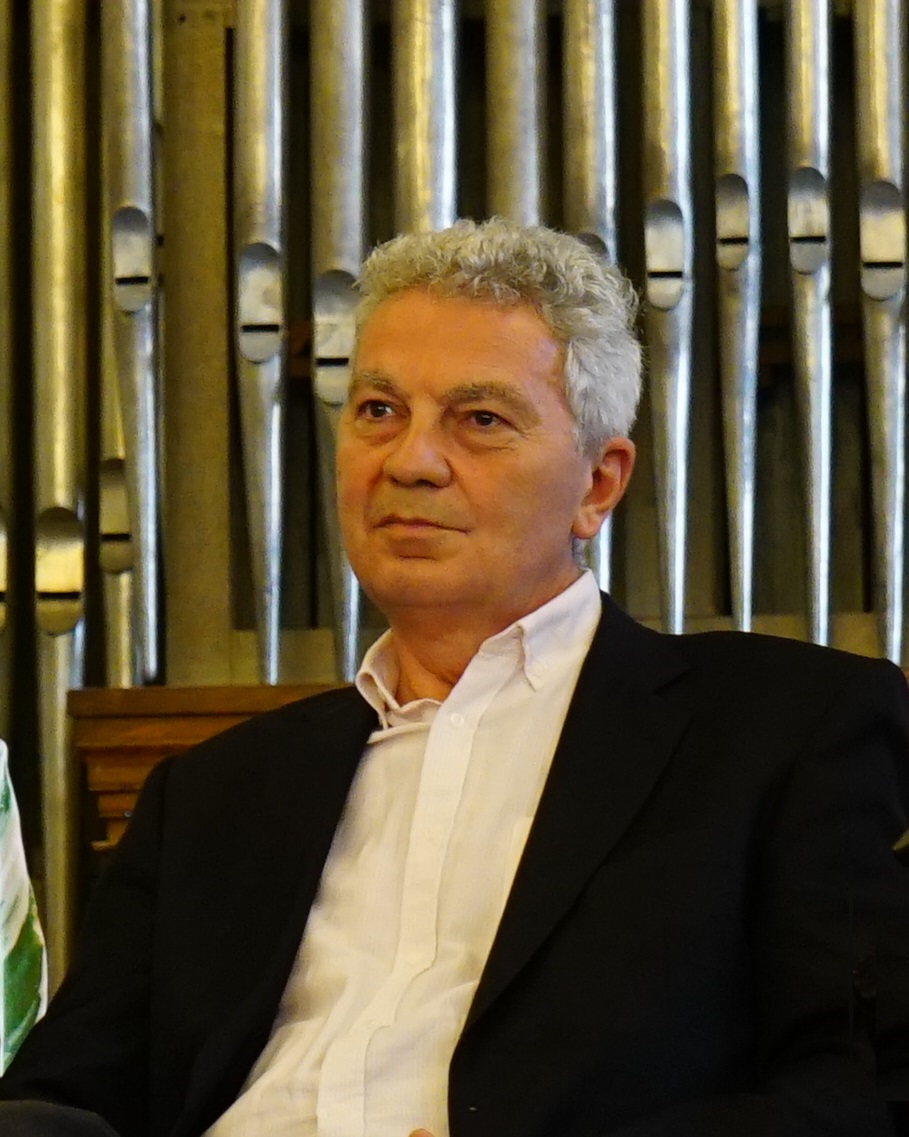
Philippe Collard in 2015.

Philippe Collard (Rocourt, 19 maart 1957) is een Belgisch politicus van de MR.

## Levensloop
Beroepshalve ambtenaar, werd Collard lid van de PSC. In 1982 werd hij voor deze partij verkozen tot gemeenteraadslid van Bastenaken, de stad waarvan hij van 1989 tot 2000 schepen, van 1995 tot 1999 waarnemend burgemeester en van 2001 tot 2012 burgemeester was. In 2012 stopte hij met de lokale politiek. Collard was van 1985 tot 1999 eveneens provincieraadslid van de provincie Luxemburg.
In 1998 maakte Collard de overstap naar de MCC. De MCC sloot een kartel met de PRL en ging in 2002 op in de MR. Van 1999 tot 2014 zetelde Collard voor de MCC en daarna de MR in de Kamer van volksvertegenwoordigers en van 1999 tot 2003 verving hij in de Kamer toenmalig minister Antoine Duquesne. Ook was Collard secretaris van de Kamer en van 2007 tot 2010 was hij lid van de Raadgevende Interparlementaire Beneluxraad. In 2014 verliet hij de politiek.
Hij is ook ridder in de Leopoldsorde.